# Кислиця Сергій Олегович
Сергій Олегович Кислиця (нар. 15 серпня 1969, Київ) — український політичний діяч, кар'єрний дипломат. Перший заступник Міністра закордонних справ України з 12 лютого 2025 року. З березня 2014 до 5 лютого 2020 року — заступник Міністра закордонних справ України. Постійний представник України при Організації Об'єднаних Націй (з 18 грудня 2019 року — по 21 грудня 2024 року).

## Освіта
Міжнародне право (факультет міжнародного права Інституту міжнародних відносин Київського національного університету імені Тараса Шевченка).

## Біографія
- 1992 — стажер відділу НБСЄ та європейського регіонального співробітництва МЗС України.
- 1993 — аташе, третій секретар відділу НБСЄ та європейського регіонального співробітництва МЗС України.
- Помічник заступника Міністра, першого заступника Міністра закордонних справ України.
- Т.в.о. начальника відділу Ради Європи МЗС України.
- Другий, перший секретар (політичні питання), помічник Посла Посольства України в Бельгії, Нідерландах і Люксембурзі та Місії України при НАТО; контактна особа України у відносинах із Західноєвропейським союзом (Брюссель).
- Директор секретаріату Міністра закордонних справ України.
- Старший радник Міністра закордонних справ України Групи радників та послів з особливих доручень МЗС України.
- 2001—2003 — радник з політичних питань Посольства України в США.
- 2003—2005 — радник-посланник (політичні питання) Посольства України в США.
- 2006 — заступник Директора Другого територіального департаменту (країни Америки та Західної Європи) МЗС України.
- 2006—2014 — директор Департаменту міжнародних організацій (до листопада 2011 — Департаменту ООН та інших міжнародних організацій) МЗС України.
- Член делегації України на 62-74 сесіях Генеральної асамблеї ООН.
- 2006—2011 — член Керівного комітету Ради Європи з питань рівності жінок та чоловіків (2011 — член Бюро Керівного комітету).
- 2012 — заступник голови Комісії Ради Європи з питань рівності жінок та чоловіків.
- 2014—2016 — Голова Комісії Ради Європи з питань рівності жінок та чоловіків.
- З 13 січня 2015 до 14 липня 2020 року[5][6] — голова Національної комісії України у справах ЮНЕСКО.
- Заступник Голови Міжвідомчої комісії з політики військово-технічного співробітництва та експортного контролю.
- Співголова робочої групи з розробки проєкту Національної стратегії у сфері прав людини.
- Член Міжвідомчої ради з питань сім‘ї, гендерної рівності, демографічного розвитку, запобігання насильству в сім‘ї та протидії торгівлі людьми.
- Член української частини Спільної робочої групи Україна-НАТО з питань воєнної реформи високого рівня.
- 19 грудня 2019 року його призначено постійним представником України при Організації Об'єднаних Націй[7]. 20 лютого 2020 року вручив вірчі грамоти генеральному секретарю ООН — із цього моменту офіційно отримавши повноваження постпреда України при ООН[8][9].
- З 17 червня 2021 року — Надзвичайний і Повноважний Посол України в Республіці Тринідад і Тобаго за сумісництвом[10].
- З 17 червня 2021 року — Надзвичайний і Повноважний Посол України в Співдружності Багамських Островів за сумісництвом[11].
- З 18 грудня 2019 року Постійний представник України при Організації Об'єднаних Націй.
- 21 грудня 2024 року, згідно Указу Президента України, звільнений з посади Постійного представника України при Організації Об'єднаних Націй, а також з посад Надзвичайного і Повноважного Посла України в Співдружності Багамських Островів та Надзвичайного і Повноважного Посла України в Республіці Тринідад і Тобаго за сумісництвом[4].
- З 12 лютого 2025 року — перший заступник Міністра закордонних справ України[12][13].

## Діяльність

### Женевська зустріч Україна—ЄС—США—Росія

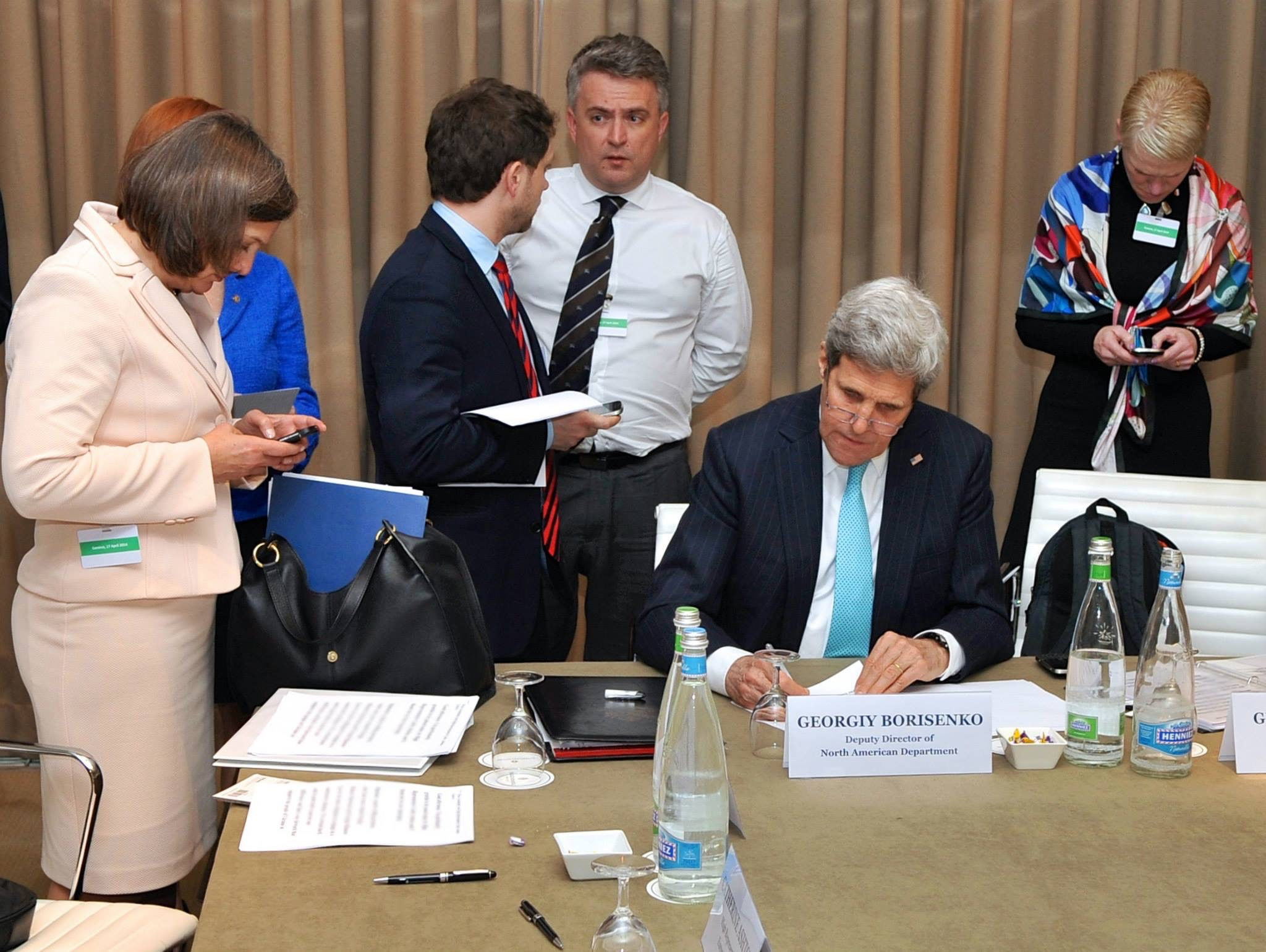

Сергій Кислиця як заступник міністра закордонних справ взяв участь у зустрічі й так званому Женевському форматі, на якій делегацію очолював в.о. Міністра закордонних справ Андрій Дещиця. США, Європейський Союз і Росія зобов'язалися підтримати Спеціальну моніторингову місію ОБСЄ, яка відіграватиме провідну роль у сприянні українській владі та місцевим громадам в негайній реалізації заходів, спрямованих на деескалацію ситуації.

### ЮНЕСКО
Як заступник міністра закордонних справ і Голова Національної комісії у справах ЮНЕСКО Сергій Кислиця опікувався питанням моніторингу ситуації в Криму міжнародними організаціями, зокрема ЮНЕСКО.
З моменту окупації півострова Росією за ініціативи України Виконавча рада ЮНЕСКО — один з керівних органів Організації — ухвалила станом на жовтень 2019 року 10 рішень «Моніторинг ситуації в Автономній Республіці Крим (Україна)», яким підтверджується територіальна цілісність України, а кримська проблематика закріплюється серед пріоритетних питань діяльності ЮНЕСКО.
На виконання згаданих рішень у 2017 році між Україною та ЮНЕСКО було укладено угоду про запровадження прямого моніторингу ситуації в Криму у сферах компетенції ЮНЕСКО.
Процедура прямого моніторингу здійснюватиметься у два етапи: візити експертів ЮНЕСКО до континентальної частини України з метою збору інформації про ситуацію в тимчасово окупованій АР Крим і Севастополі у сферах компетенції Організації. Дотепер відбулося вже два таких візити — з питань науки та функціонування ЗМІ. Візити моніторингових місій ЮНЕСКО на тимчасово окупований півострів мають здійснюватися відповідно до положень резолюції Генеральної Асамблеї ООН від 27 березня 2014 року «Територіальна цілісність України» (A/Res/68/262) з чітким дотриманням законодавства України, у тому числі щодо порядку в'їзду/виїзду на тимчасово окуповані території України.

## Дипломатичний ранг
Надзвичайний і Повноважний Посол.

## Мови
Українська, англійська, російська, іспанська, французька.

## Нагороди та відзнаки
- Орден «За заслуги» II ступеня (20 липня 2025) — за вагомий особистий внесок у розвиток міждержавного співробітництва, консолідацію міжнародної підтримки суверенітету та територіальної цілісності України, плідну дипломатичну діяльність та високий професіоналізм[15].
- Орден «За заслуги» III ступеня (22 грудня 2021) — За вагомий особистий внесок у зміцнення міжнародного співробітництва України, багаторічну плідну дипломатичну діяльність та високий професіоналізм[16].

В 2023 році став одним з 15 лідерів у категорії «Державне управління» рейтингу «Список лідерів України УП-100» видання Українська правда.